# اسب سفید کوچولو
اسب سفید کوچولو (انگلیسی: The Little White Horse) اثری در گونه رمان کودکان و فانتزی خفیف نوشته الیزابت گوج است که نخستین بار در انتشارات دانشگاه لندن در سال ۱۹۴۶ به چاپ رسید و کاورد–مک‌کن سال بعد چاپی آمریکایی از آن را منتشر کرد.